# Litotelater
Litotelater là một chi bọ cánh cứng trong họ 
Elateridae.
Chi này được miêu tả khoa học năm 1996 bởi Calder.

## Các loài
Các loài trong chi này gồm:
- Litotelater divaricatus (Carter, 1939)
- Litotelater hirtus (Candèze, 1863)
- Litotelater pulsi (Candèze, 1878)
- Litotelater queenslandicus (Blair, 1935)
- Litotelater rotundicollis (Candèze, 1878)
- Litotelater rufipes (Schwarz, 1903)
- Litotelater testaceus (Candèze, 1863)